# پرواز شماره ۵ نورت‌وست ایرلاینز (۱۹۴۱)
پرواز شماره ۵ نورت‌وست ایرلاینز (به انگلیسی: Northwest Airlines Flight 5) یک پرواز شرکت نورت‌وست ایرلاینز از شیکاگو به مقصد سیاتل بود که در آن ۱۲ مسافر و ۳ خدمه حضور داشتند، در تاریخ ۳۰ اکتبر ۱۹۴۱ در مورهد، مینه‌سوتا دچار سانحه شد و ۱۴ نفر جان باختند.